# Pornstar martini (lied)
Pornstar martini is een lied van de Nederlandse muziekproducent $hirak in samenwerking met de Nederlands rappers Cristian D en Lil' Kleine en de Algerijns-Franse rapper Boef. Het werd in 2023 als single uitgebracht

## Achtergrond
Pornstar martini is geschreven door Sofiane Boussaadia, Emanuel Doru, Jorik Scholten en Julien Willemsen en geproduceerd door $hirak. Het is een nummer uit het genre nederhop. In het lied rappen de artiesten over een mooie dame waar de liedverteller graag mee wil zijn. De titel van het lied verwijst naar de cocktail porn star martini. De single heeft in Nederland de gouden status.
Het was de eerste keer dat alle vier de artiesten tegelijkertijd op een nummer te horen waren. Wel werd er onderling al meermaals samengewerkt. Zo stonden $hirak en Cristian D al eerder samen op Amsterdam, Baddie en Bankoe bitches, naast Als je bij me blijft waar Boef ook op te horen was. Met Lil' Kleine was $hirak al eerder te horen op onder meer Miljonair (ook met Boef), Uhuh en Done done. Ze herhaalden hun samenwerking op Johnny Boef en $hirak stonden samen voor Pornstar martini en naast Als je bij me blijft en Miljonair ook op de tracks Spiritual en Push it. Ze herhaalden de samenwerking later in 2023 op AMG. Voor Cristian D en Lil' Kleine was het de eerste keer dat ze een samenwerking aangingen. Cristian D en Boef waren eerder, naast Als je bij me blijft, al te horen op Flexxen en Probleem. De nummers waarop Lil' Kleine en Boef eerder beiden een bijdrage leverden waren Wejoow, Krantenwijk, Patsergedrag en Herinnering.

## Hitnoteringen
De artiesten hadden succes met het lied in de hitlijsten van het Nederlands taalgebied. Het piekte op de eerste plaats van de Nederlandse Single Top 100 en stond één weken lang op deze positie. In totaal stond het achttien weken in deze hitlijst In de Nederlandse Top 40 stond het vijf weken genoteerd, waarin de piekpositie de negentiende plek was. In de Vlaamse Ultratop 50 kwam het tot de 45e plaats in de drie weken dat het er in te vinden was.